# システム同定
システム同定（システムどうてい、System Identification）とは、計測データから動的モデルを構築するための数学的ツールやアルゴリズムを指す用語。動的モデルとはシステムやプロセス（過程）の動的振る舞いに関する数学的記述を意味する。例えば、次のようなものが含まれる。
- 重力によって物体が落下する物理的過程
- 外的要因に証券市場が反応するような経済的過程

第一原理に基づいたいわゆるホワイトボックス型のモデルを構築する場合もある。例えばニュートン力学に基づいた物理的過程のモデルである。しかしそのようなモデルは多くの場合は複雑すぎ、多くのシステムや過程ではその複雑さ故に意味のある時間内に結果を出せないことがある。
より典型的な手法は、システムとその外的影響（システムへの入力）の振る舞いの計測を行い、システム内で実際に何が起きているかという詳細に立ち入らずに計測値間の数学的関係を推し量る。この手法をシステム同定と呼ぶ。システム同定では以下の2種類のモデルがよく使われる。
- グレイボックス・モデル: システム内部で実際に何が発生しているかは定かではないものの、ある種の既存モデルが適用可能である。ただし、このモデルでは未知の束縛されていないパラメータもあり、それらを推定するためにシステム同定を行う。
- ブラックボックス・モデル: モデルは明らかでない。ほとんどのシステム同定アルゴリズムはこのタイプに属する。

システム同定は時間領域か周波数領域で行われる。